# ردود الفعل الدولية على اقتحام كابيتول الولايات المتحدة 2021

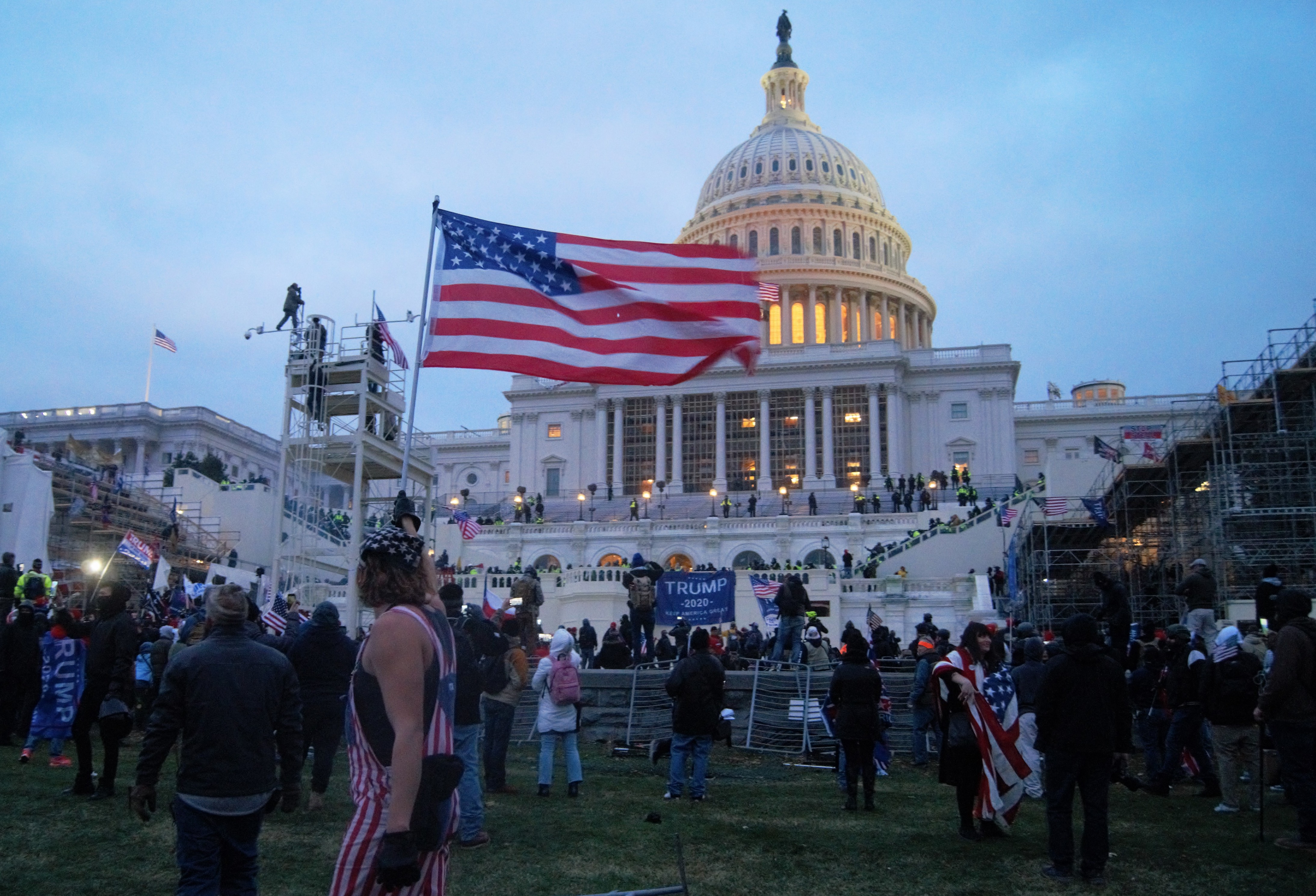
الكونغوروس الامريكي

كان لاقتحام مبنى الكابيتول في الولايات المتحدة في 6 يناير 2021 ردود فعل من جميع أنحاء العالم، من كل من الأفراد، والدول ذات السيادة، والمؤسسات الأخرى. أعرب العديد من القادة والدبلوماسيين والسياسيين الأجانب عن صدمتهم، وغضبهم، وإدانتهم لاقتحام مؤيدي الرئيس دونالد ترامب مبنى الكابيتول الأمريكي، ما أدى إلى تعطيل فرز أصوات الهيئة الانتخابية مؤقتًا.
علّق وزير الخارجية مايك بومبيو في 7 يناير على الحدث أن الولايات المتحدة ليست جمهورية موز، قائلاً: «في جمهورية الموز، يحدد عنف الغوغاء كيفية ممارسة السلطة. في الولايات المتحدة يقمع مسؤولو إنفاذ القانون عنف الغوغاء حتى يتمكن ممثلي الشعب من ممارسة السلطة وفقًا لسيادة القانون والحكومة الدستورية».

## الدول ذات السيادة

### أفريقيا
نيجيريا
- انتقد الرئيس السابق غودلاك جوناثان ترامب قائلا: «لا يستحق الطموح السياسي لأي شخص أن تُراق من أجله دماء أي مواطن في أي جزء من العالم».[8]
- صرح نائب الرئيس السابق أتيكو أبو بكر أن أحداث 6 يناير كانت: «درسًا يجب تعلمه؛ أن المؤسسات القوية لا الشخصيات القوية هي حصن الثقافة الديمقراطية الغنية».[9]

 جنوب أفريقيا
- قال الرئيس سيريل رامافوزا إنه «صُدم»، ووصف الأحداث الأخيرة بأنها «زعزعت أسس» الديمقراطية الأمريكية، و«تمنى الأفضل لشعب الولايات المتحدّة خلال سعيهم لتحقيق الاستقرار في ديمقراطيتهم». أعرب رامافوزا عن استعداد جنوب إفريقيا لمساعدة الولايات المتحدة باستخدام تجربتها الخاصة في الانتقال السلمي إلى الديمقراطية.[10]
- طلب زعيم المعارضة السابق مموسي ميمان من الأمريكيين «احترام الديمقراطية، واحترام سيادة القانون والسماح بالانتقال السلمي للسلطة» ونصحهم «بالاستفادة من تجربة الدول الديمقراطية الكبرى مثل جنوب إفريقيا التي تحترم نتائج الانتخابات»[11]

 أوغندا
- صرح الرئيس يوري موسفني بأن أعمال الشغب في واشنطن «ليست فكرة جيدة» وقارن اقتحام مبنى الكابيتول بالاحتجاجات التي نظمها زعيم المعارضة بوبي واين، كان الأخير منافسه على السلطة في الانتخابات العامة الأوغندية لعام 2021 في ذلك الوقت.[12]
- انتقد وزير العمل فرانك تومويبازي تصريح السناتور ماركو روبيو بشأن الوضع، ووصفه للعنف بأنه «أسلوب عالم ثالث»، وردّ قائلًا: «إذًا أنت تضع العالم الثالث كمعيار للعنف، يا لها من ازدواجية معايير!»[13]
- وقالت وزيرة النواب العامة ماري كارورو أوكوروت: "لا ينبغي على الأمريكيين محاولة تعليمنا الديمقراطية بعد الآن، إذ رأينا بأم العين الاحتجاجات في كل مكان، حتّى في الكونغرس، بعد إعلان الرئيس الأمريكي المنتخب جو بايدن، لا ينبغي أن يأتوا إلينا ليفسدوا سلامنا».

 زيمبابوي
- ذكر الرئيس إمرسون منانغاغوا خلال خطابه أن إدارة ترامب «مدّدت العقوبات الاقتصادية المؤلمة المفروضة على زيمبابوي، بسبب مخاوفها بشأن ديمقراطية زيمبابوي»، و«أظهرت أحداث الأمس أن الولايات المتحدة لا تمتلك الحق الأخلاقي في معاقبة دولة أخرى بموجب ستار دعم الديمقراطية».[14]

### آسيا
البحرين
- طلبت السفارة البحرينية من مواطنيها تجنب التظاهر، واتباع تعليمات السلطات المحلية، والالتزام بحظر التجول من السادسة مساءً حتى السادسة صباحاً.[15]

 الهند
- غرّد رئيس الوزراء ناريندرا مودي قائلاً: «شعرت بالانزعاج عندما شاهدت أعمال الشغب والعنف في واشنطن. يجب أن يتمّ الانتقال المنظم والسلمي للسلطة. لا يجب السماح بزعزعة سير العملية الديمقراطية من خلال الاحتجاجات غير القانونية».[16]

 إندونيسيا
- أصدرت السفارة الإندونيسية بيانًا حثت فيه المواطنين الذين يعيشون في العاصمة على الامتثال لقواعد حظر التجول حفاظًا على سلامتهم وأمنهم.[17]

 إيران
- سخر المرشد الأعلى آية الله علي خامنئي من الوضع قائلاً: «هل رأيتم الوضع في الولايات المتحدة؟ هذه ديمقراطيتهم، وهذا إخفاقهم الانتخابي. القيم الأمريكية اليوم محط سخرية حتى من قبل أصدقاء أمريكا».[18]
- قال الرئيس حسن روحاني إن ترامب «شخص مريض»، سبّبت تصرفاته مشاكل كبيرة في العالم. زعم روحاني أن الأحداث الأخيرة أظهرت «فشل الديمقراطية الغربية»،[19] وأن أن ترامب بصفته «رجل شعبوي» أساء إلى سمعة بلاده».  وشدد على أن إدارة بايدن القادمة يجب أن «تتعلم» من «الشعبوية» الأمريكية وتعوّض عن الماضي، وتعيد البلاد إلى موقع يليق بالأمة الأمريكية... من أجل مصلحتهم الخاصة ومصلحة العالم».[20]

 إسرائيل
- صرّح رئيس الوزراء بنيامين نتنياهو أن «الهيجان في مبنى الكابيتول هو عمل مشين يجب إدانته بشدة»، وأدان «الخروج عن القانون والعنف».[21]
- أعرب وزير الخارجية غابي أشكنازي عن قلقه من اندلاع أعمال شغب في «حصن الديمقراطية العالمي» وقال إنه «متأكد من قدرة الشعب الأمريكي وممثليه على صدّ الهجوم، ومواصلة الدفاع بقوة عن القيم التي تأسست عليها أمريكا، وهي ذات أهمية بالنسبة لنا جميعًا».[20]
- صرّح وزير الدفاع بيني غانتس: «لم أصدق أبدًا أنني سأرى مثل هذه الصور في دولة تمثّل أقوى ديمقراطية في العالم ...الأمر الذي يبرز أهمية الاتفاق على قواعد اللعبة (الحفاظ على سيادة القانون، واحترام العملية الديمقراطية، والحوار المحترم) قبل التنافس السياسي، أتمنى أن ينتهي هذا الحدث المروع قريباً دون وقوع إصابات».[22]

 اليابان
- قال كبير أمناء مجلس الوزراء كاتسونوبو كاتو للصحفيين: «نأمل في انتقال سلمي للسلطة، ونجاح الديمقراطية الأمريكية في التغلب على هذا الوضع الصعب، وأن يتمّ الانتقال السلمي والديمقراطي مع عودة السلام الاجتماعي».[23]

 الكويت
- دعت السفارة الكويتية «المواطنين إلى الابتعاد عن أماكن التجمعات والتظاهرات في واشنطن العاصمة، والالتزام بحظر التجوال المفروض، واتباع تعليمات السلطات المحلية».[24]

 قرغيزستان
- طلبت سفارة قيرغيزستان «مراعاة الاحتياطات، وتجنب الأماكن المزدحمة».[25]

 جزر المالديف
- كتب الرئيس السابق لجزر المالديف محمد نشيد على تويتر: «لا يجب الاستهانة بالمشهد المروع في مبنى الكابيتول الأمريكي في الوقت الحالي، إذ إنّه لا يقل أهمية عن محاولة انقلاب، بعد أن مررت بتجربة مماثلة، أعرف كيف يبدو الأمر».[26]

 نيبال  
- لم تُدلِ الحكومة النيبالية بأي بيان رسمي. أشارت صحيفة «كاتماندو بوست» إلى وجود رابط بين محاولات قلب الانتخابات الرئاسية، والقرار المثير للجدل الذي اتخذه رئيس الوزراء كيه بي شارما أولي بحل مجلس النواب.[27]

 عمان
- طلبت السفارة العمانية من جميع المواطنين «أخذ الحيطة والحذر وعدم الاقتراب من أماكن التجمعات والمظاهرات، والتقيد بحظر التجوال المعلن رسمياً، واتباع التعليمات الصادرة عن الجهات المختصة».[28]

 باكستان
- كتب المساعد الخاص لرئيس الوزراء رؤوف حسن على تويتر: «حتى عندما ينبح كلب في باكستان، تُثار مخاوف بشأن استخدام الأسلحة النووية هنا. بعد الأحداث الأخيرة، نشعر بقلق متزايد هنا في باكستنان بشأن الأسحلة النووية في الولايات المتحدة».[29]

 فلسطين
غردت المسؤولة الفلسطينية حنان عشراوي قائلة: «بينما يكافح الناس في فلسطين وفي أماكن أخرى كثيرة في العالم من أجل تحقيق الديمقراطية، يعمل أشخاص في الولايات المتحدة بنشاط في سبيل تخريب ديمقراطيتهم».
 جمهورية الصين الشعبية
- تمنّت المتحدثة باسم وزارة الخارجية هوا تشون ينغ استقرار وسلامة الولايات المتحدة، لكنها اتهمت وسائل الإعلام والسياسيين الأمريكيين باتّباع معايير مزدوجة، عندما أشادوا بـ«المتظاهرين العنيفين في هونغ كونغ»، وانتقدوا اقتحام مبنى الكابيتول.[31][32]

- أصدرت سفارة الصين في واشنطن بيانًا حثت فيه مواطنيها على توخي الحذر في العاصمة.[33]
- أظهرت وسائل الإعلام الحكومية الصينية أوجه التشابه بين اقتحام مبنى الكابيتول واحتجاجات هونج كونج ووصفت الحادث بأنه «كارما و«انتقام» لواشنطن، نظرًا لدعمها حركات الاحتجاج العالمية.[34][35]

 الفلبين
- نصحت السفارة الفلبينية الفلبينيين الذين يقيمون، أو يعملون، أو يزورون واشنطن بـ «توخّي الحذر، والتأكّد من سلامة المناطق المحيطة في جميع الأوقات، وتجنب أماكن الاحتجاجات والتجمعات الكبيرة، والامتثال لأوامر السلطات المحلية».[36]

 قطر
- طلبت السفارة القطرية من المواطنين تجنب التجمعات الكبيرة والالتزام بحظر التجول والانصياع للسلطات المحلية.[37]

 تايوان
- أعربت المتحدثة باسم وزارة الخارجية جوان أو عن «أسفها بشأن الاشتباكات في مبنى الكابيتول».[19] قالت أيضًا إن مكتب تمثيل تايوان في الولايات المتحدة أصدر على الفور بيانًا لإبلاغ مواطنيها بالأحداث الأخيرة، وضرورة توخّي الحيطة والحذر».[38]

 السعودية
- حثت السفارة السعودية المواطنين على تجنب التظاهرات والتجمعات، والالتزام بحظر التجوال من يوم الأربعاء الساعة السادسة مساءً حتّى السادسة من صباح اليوم التالي.[39]

 سنغافورة
- قال الوزير والمشرف المنسّق لقضايا الأمن القومي تيو تشي هين في منشور على فيسبوك «استيقظنا اليوم على مشاهد مروعة في الكونغرس الأمريكي، إذ دخل المتظاهرون القاعة وأوقفوا الإجراءات وأجبروا الأعضاء على الفرار، نأمل أن ينتهي هذا بسلام. إنه يوم حزين فعلًا![40]
- علق الوزير والمشرف المنسق للسياسات الاجتماعية ثارمان شانموجاراتنام على أعمال شغب الكابيتول في مؤتمر وجهات نظر سنغافورة التابع لمعهد الدراسات السياسية، قائلًا: «عندما يبقى الناس عالقين في نفس المكان لفترة طويلة، ينتابهم قلق شديد بشأن المواقف النسبية؛ كيف يقفون بالنسبة لأولئك الذين هم في أعلى السلم بالنسبة لهم! وكذلك من أولئك الذين في الأسفل! موضّحًا أهمية عمل اقتصاد سنغافورة كسلم دائم الحركة، ما يضمن التقدّم نحو الأعلى لجميع أفراد المجتمع».[41]
- وقال رئيس البرلمان تان تشوان جين إن الأحداث التي وقعت في واشنطن العاصمة «لا تصدق! كيف حدث هذا؟ أصبح من السهل بمكان وإثارة غضب وهيجان الناس، ولا يخلو ذلك من عواقب».[40]
- علّق وزير القانون ووزير الداخلية ك. شانموغام على أعمال الشغب في الكابيتول، إذ كتب على صفحته على فيسبوك: أدان الكثيرون -بمن فيهم أشخاص في المجال الإعلامي- الأعمال البلطجية التي قام بها المحتجّون في واشنطن، بينما أشاد الكثيرون بأحداث هونج كونغ، عندما استولى المتظاهرون على مبنى المجلس التشريعي في عام 2019، ووُصِفوا بأنهم مناضلون من أجل الحرية، وأبطال الديمقراطية، كيف لوسيلة الإعلام نفسها أن تدين أعمال شغب الكونغرس، وتُشيد بما حدث في هونغ كونغ، ما الذي يفسر وجهات النظر المختلفة؟ وأرفق المنشور بلقطتَي شاشة لعنوانين مختلفين في صحيفة الغارديان، أحدهما عن اقتحام المجلس التشريعي لهونغ كونغ، والآخر عن اقتحام مبنى الكابيتول، مسلّطًا الضوء على التناقض الواضح.[42]
- قالت وزيرة الدولة للثقافة والمجتمع والشباب والتجارة والصناعة لو ين لينغ إنه من المؤلم رؤية «صور مروعة «لانتهاك المحتجّين مبنى الكابيتول». وكتبت على فيسبوك: «نأمل في انتقال سلمي للسلطة في أمريكا، بعد اجتماع المشرّعين الأمريكيين».[40]

 كوريا الجنوبية
- أصدرت وزارة الخارجية بياناً تهنئ فيه الرئيس المنتخب بايدن «بعد مصادقة الكونغرس الأمريكي على نتائج الهيئة الانتخابية في 7 يناير، تتطلّع الحكومة إلى التواصل والتعاون بشكل وثيق مع إدارة بايدن الجديدة، لتعزيز أهدافهم المشتركة». ووصفت صحيفة ذي ديبلومات قرار عدم ذكر اقتحام مبنى الكابيتول بأنه «مثير للفضول».[43]

 تركيا
- قال الرئيس رجب طيب أردوغان إن ما حدث «صدم البشرية» ووصفه بأنه «حادث غير مسبوق في التاريخ الأمريكي، ووصمة عار للديمقراطية». أشار أردوغان إلى فشل إدارة أوباما السابقة لفشلها في إدانة احتجاجات حديقة جيزي لعام 2013 بنفس الطريقة.[44] كما انتقد القيود التي فرضتها شركات التواصل الاجتماعي على ترامب، واصفاً إياها بـ «الفاشية الرقمية» قائلا: «لا يمكننا قبول حظر وسائل اتصال الناس دون أي أساس قانوني».[45]
- صرّح رئيس مجلس الأمة الكبير مصطفى شنطوب: «نتابع باهتمام الأحداث في الولايات المتحدة وندعو الأطراف إلى الهدوء، ونعتقد أن المشكلات ستحل دائمًا في إطار القانون والديمقراطية».[46]
- وأصدرت الخارجية التركية بياناً، وصفت فيه الأحداث الأخيرة في واشنطن بـ «المُقلِقة».[47]

 الإمارات العربية المتحدة
- دعت السفارة الإماراتية «جميع المواطنين في واشنطن إلى الابتعاد عن مناطق الاحتجاج في المدينة، والالتزام بقرار حظر التجول اعتبارًا من الساعة 6 مساءً حتى الساعة 6 صباحًا يوم الخميس 7 يناير.[20]